# ثرونكاست
ثرونكاست (بالإنجليزية: Thronecast)‏ هو سلسلة تلفزيونية بريطانية تم بثها على قناة سكاي أتلانتيك بين عامي 2011 و2019. بدءًا من المسلسل الخامس فصاعدًا، قدم العرض سو بيركنز وجيمي إيست. هو عرض لاحق لمسلسل صراع العروش، والذي تم بثه أيضًا على القناة في المملكة المتحدة. تراوحت مدة كل حلقة بين 10 دقائق و60 دقيقة وتضمنت مقابلات مع الممثلون وطاقم العمل، والتفاعل مع الجمهور عبر وسائل التواصل الاجتماعي، وتحليل الحلقة، إلى جانب معاينة الحلقة التالية من صراع العروش. لقد كان العرض اللاحق الرسمي الوحيد للمسلسل حتى بثت إتش بي أو ما بعد العروش في عام 2016، حيث قدم عرضًا لاحقًا للموسم السادس من العرض حتى تم إلغاؤه بعد عشر حلقات.

## وصلات خارجية
- ثرونكاست  في قاعدة بيانات الأفلام على الإنترنت (بالإنجليزية)
- الموقع الرسمي لثرونكاست على سكاي أتلانتيك (بالإنجليزية)
- الموقع الرسمي للعبة العروش على سكاي أتلانتيك (بالإنجليزية)
- سو بيركنز على تويتر (بالإنجليزية)
- جيمي إيست نسخة محفوظة 28 أغسطس 2015 على موقع واي باك مشين. (بالإنجليزية)
- إنتاج سي بي إل (بالإنجليزية)
- كوينك للإنتاج المحدودة نسخة محفوظة 17 أبريل 2021 على موقع واي باك مشين. (بالإنجليزية)